# La Fresnaye-au-Sauvage
La Fresnaye-au-Sauvage ist eine Commune déléguée in der französischen Gemeinde Putanges-le-Lac mit 224 Einwohnern (Stand: 1. Januar 2022) im Département Orne in der Region Normandie.

## Geographie
Der Ort La Fresnaye liegt im Norden des Départements Orne und 17 Kilometer westlich der Stadt Argentan; einige Kilometer im Süden verläuft durch das teilweise zur Commune déléguée gehörende lieu-dit Fromentel die Hauptstraße RD 924, die die Städte Argentan und Flers miteinander verbindet. Die Commune déléguée umfasst eine Fläche von 11,98 km² und wird vom Fluss Orne sowie den Bächen Le Gue Blandin und Vienne durchflossen.

## Geschichte
Seit dem 14. Jahrhundert ist die Existenz der Familie Vauquelin im Ort belegt; 1475 erwarb ein Mitglied der Familie die Herrschaft über La Fresnaye. Als dessen Nachkomme wurde Jean Vauquelin de La Fresnaye 1536 im Ort geboren und erlangte als Dichter sowie als Gefolgsmann des französischen Königs große Bekanntheit. Zur Lebenszeit Vauquelins existierte in La Fresnaye ein Schloss, das sich im Besitz seiner Familie befand. Im Mittelalter und der frühen Neuzeit unterstand die Pfarrgemeinde der Gerichtsbarkeit von Briouze.
Der Namensbestandteil des Ortsnamens Fresnaye geht auf das Wort frênaie zurück, das für einen Eschenwald steht. Bei Sauvage handelt es sich mutmaßlich um den Familiennamen eines Adligen, dem der Ort in früheren Zeiten gehörte.
Mit Wirkung vom 1. Januar 2016 wurden die bisherigen Gemeinden Chênedouit, La Forêt-Auvray, La Fresnaye-au-Sauvage, Ménil-Jean, Putanges-Pont-Écrepin, Rabodanges, Les Rotours, Saint-Aubert-sur-Orne und Sainte-Croix-sur-Orne zu einer Commune nouvelle mit dem Namen Putanges-le-Lac zusammengeschlossen und haben in der neuen Gemeinde den Status einer Commune déléguée. Der Verwaltungssitz befindet sich im Ort Putanges-Pont-Écrepin. Die Gemeinde La Fresnaye-au-Sauvage gehörte zum Arrondissement Argentan und zum Kanton Athis-de-l’Orne.

### Entwicklung
Die Gemeinde La Fresnaye-au-Sauvage entstand 1793 im Verlauf der Französischen Revolution. Das Gebiet der Kommune erweiterte sich 1821, als die ehemals selbstständige Gemeinde Saint-Malo (162 Einwohner) der 558 Bewohner umfassenden Nachbargemeinde La Fresnaye-au-Sauvage zugeordnet wurde.

#### Bevölkerungsentwicklung
Im Jahr 1836 wurde mit 722 gemeldeten Einwohnern ein Höchststand in der Bevölkerung erreicht; in der zweiten Hälfte des 19. Jahrhunderts nahm die Bevölkerung jedoch rapide ab. Dieser Trend wurde in der Zeit des Ersten Weltkriegs massiv verstärkt. Nach einer zeitweisen Erholung sank die Bevölkerungszahl bis auf weniger als 200 in den 1990er-Jahren, konnte sich danach aber wieder leicht erholen.
| Jahr      | 1962 | 1968 | 1975 | 1982 | 1990 | 1999 | 2010 |
| Einwohner | 301  | 264  | 220  | 229  | 198  | 189  | 225  |